# Maurice Second
Pour les articles homonymes, voir Second.
Maurice Second, né le 15 juin 1865 à Grenoble (Isère) et décédé le 10 octobre 1929 à Biarritz (Pyrénées-Atlantiques), est un homme politique français.

## Biographie
Fabricant de papier à Saint-Lizier, il est maire de la commune et conseiller général du canton de Saint-Lizier de 1902 à 1928. Il est député de l'Ariège de 1910 à 1914, siégeant sur les bancs radicaux. 